# آپتون اسکادامور
آپتون اسکادامور (به انگلیسی: Upton Scudamore) یک روستا و محله مدنی در بریتانیا است که در ویلتشر واقع شده‌است. آپتون اسکادامور ۲۹۵ نفر جمعیت دارد.